# Col de la Forclaz (chaîne des Aravis)
Pour les articles homonymes, voir Col de la Forclaz.
Le col de la Forclaz est un col de France situé dans les Alpes, dans la chaîne des Aravis, en Haute-Savoie. S'élevant à 2 324 mètres d'altitude, il sépare la tête de la Forclaz au sud-ouest de la pointe d'Areu au nord-est en reliant la combe des Nants au nord-ouest au chalets de Doran au sud-est. Il est l'un des rares points de passage pédestre à travers la chaîne principale des Aravis, aussi bien en période estivale avec un sentier qu'hivernale avec un itinéraire à ski.

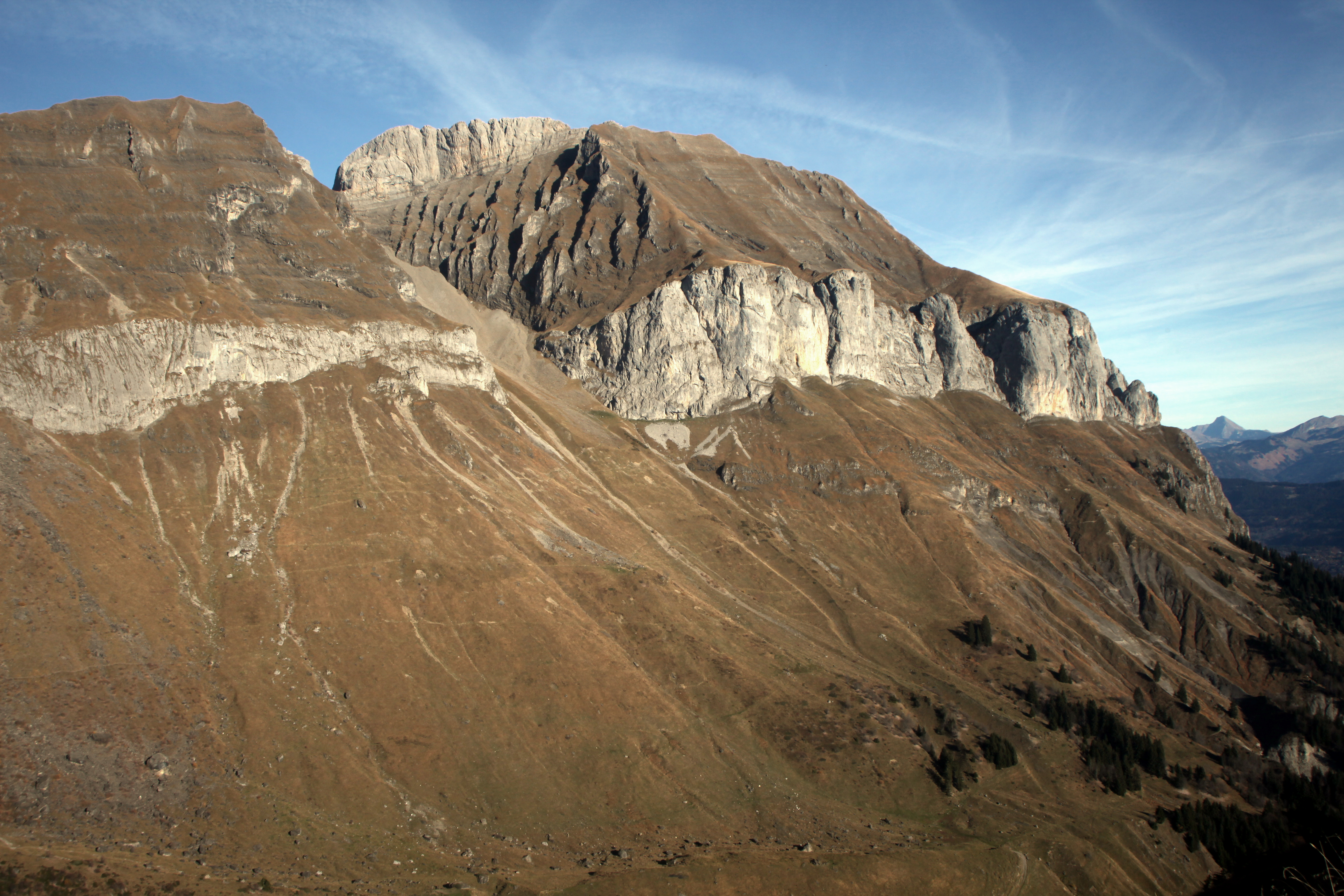
Vue de la pointe d'Areu depuis le sud avec l'échancrure du col de la Forclaz à sa gauche.